# Skylon Tower
Der Skylon Tower ist ein in den Jahren 1964 bis 1965 erbauter, 160 Meter hoher Aussichtsturm in Stahlbetonbauweise in Niagara Falls, Kanada. Der Turm steht unweit des drei Jahre früher errichteten Aussichtsturms Konica Minolta Tower.

## Geschichte
Der Bau des Skylon Tower begann im Mai 1964 mit den Gründungsarbeiten. Um den Transport des Baumaterials zu bewerkstelligen, wurde ein 35 Tonnen schwerer Kran installiert, der nach dem Bauende durch einen Transporthubschrauber von der Turmspitze wieder entfernt wurde. Mit dem Betonguss wurde am 23. September 1964 begonnen. Der Turm wuchs täglich um 3,65 Meter. Am 28. Oktober 1964 wurde der offizielle Name Skylon Tower der Öffentlichkeit vorgestellt. Der Unternehmensleiter Edward Bull Jr. beschrieb die Bedeutung des Namens als eine Abwandlung von Wolkenkratzer im Weltraumzeitalter. Am 21. Mai 1965 brach während der Bauarbeiten ein Feuer aus, was einen Sachschaden von rund 5000 Dollar verursachte.
Am 6. Oktober 1965 wurde der Turm im Beisein vom damaligen Vizepräsidenten Nelson Rockefeller und Ontarios Premierminister John Robarts eröffnet. Die Baukosten von 7 Mio. Kanadischen Dollar wurden durch das private Konsortium Niagara International Centre getragen, welches vom Schokoladenhersteller Hershey Company finanziert wurde. Co-Partner waren die Firma Candy Company aus Hershey, Pennsylvania von H. B. Reese. Das Unternehmen Canadian Pacific Hotels wurde engagiert, um die Lounge und den Restaurantbetrieb des Turmes zu betreiben.
Am 1. Oktober 1975 wurde der Turm für 11 Mio. Dollar an Reeses Candy Company und seine Partner übereignet. Diese betrieb damals auch das Château Frontenac sowie das Banff Springs Hotel. Der Betrieb wurde bis 1986 von Candy Company geführt und für 18 Mio. Dollar an die zwei lokalen Hotelbesitzer John Gruyich und George Yerich verkauft. 1988 zahlte Yerich seinen Teilhaber Gruyich aus.
Während der Stadtkern von Niagara Falls und die Umgebung seit den 1970er Jahren einer starken Wandlung unterworfen waren, blieben der Turm und sein Komplex an der Turmbasis relativ unverändert. Im Laufe der Zeit wurde das Angebot allerdings um ein 3D/4D-Kino und einen Starbucks Franchisenehmer erweitert. Von August bis September 2008 wurde das Dach des Turmkorbes restauriert und die ursprüngliche Bronzefarbe wieder angebracht.

## Beschreibung

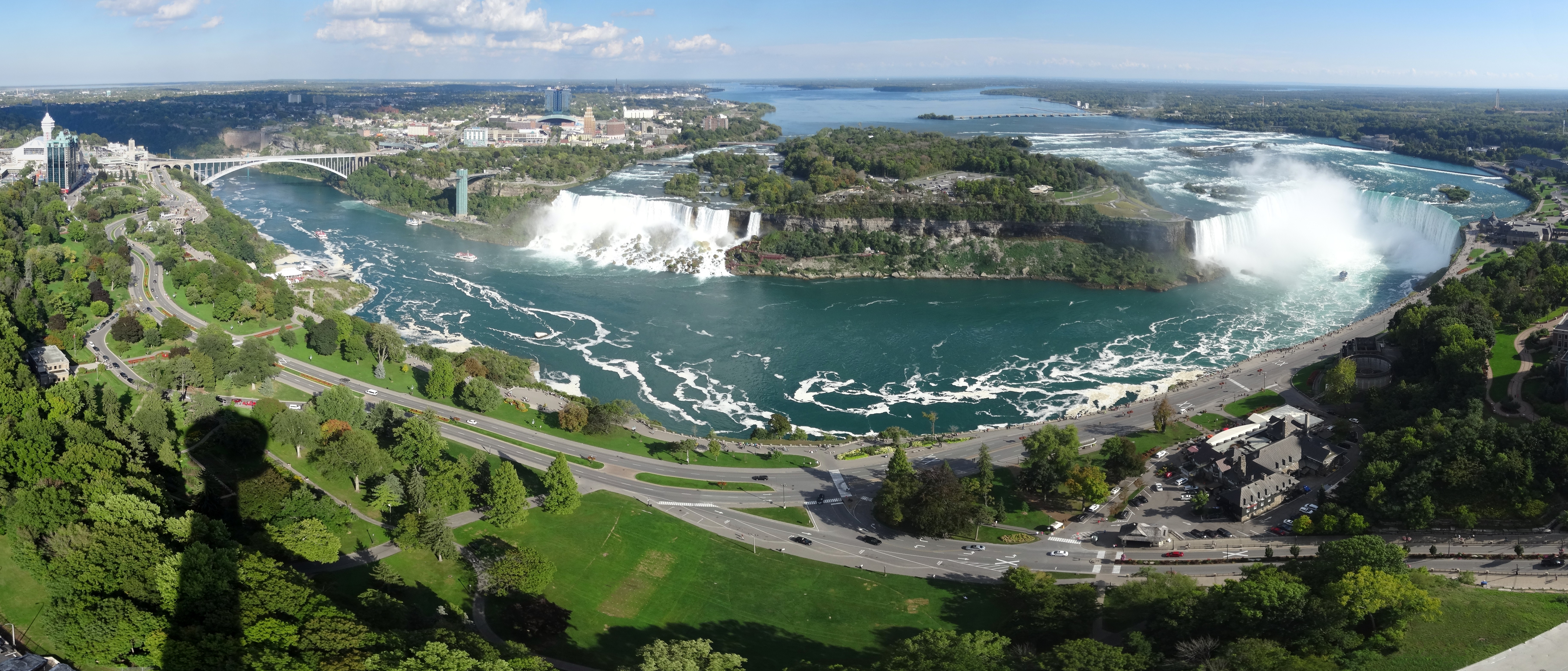
Blick vom Skylon Tower auf die Niagarafälle

Der Aussichtsturm verfügt über zwei Restaurants für bis zu 270 Personen und eine Boutique. Der Turm hat eine Gesamthöhe von 160 Meter. Der Turm steht auf einem Sockel, der aus einem mehrstöckigen Gebäude mit hexagonalem Grundriss besteht. Das Fundament gründet bis 15 m unter der Erde und wiegt 6000 Tonnen. Der Skylon Tower steht auf einem kleinen Hügel (229 m über den Niagarafällen) in der Innenstadt von Niagara Falls am westlichen Rand des Queen Victoria Park rund 200 Meter vom Ufer des Niagara River auf Höhe der Niagarafälle.
Von der Aussichtsplattform des Turmes hat man einen Überblick über die gesamten Niagarafälle und den Niagara River. Bei guter Sicht können die Ufer des Ontariosees und des Eriesees erkannt werden. Die Sichtweite wird mit bis zu 130 km bei klarer Sicht angegeben. Die Aussichtsplattform lässt sich durch drei gelbe Außenfahrstühle in 52 Sekunden erreichen. Das Treppenhaus hat bis zur Spitze 662 Treppenstufen. Die obere Kuppel des Turmkorb hat einen Durchmesser von 32,9 m und wiegt 200 Tonnen. Der Turmschaft verjüngt sich von 22,1 m auf 10,2 m Durchmesser bis unterhalb der Kuppel. Ähnlich wie der CN Tower weist der Skylon Tower drei auskragende rippenartige Standfüße auf. Der Schaft wurde aus Stahlbeton ununterbrochen in mehreren Schichten rund um die Uhr in 38 Tagen fertig gegossen und wuchs so rund alle 10 Minuten um 25 Millimeter.

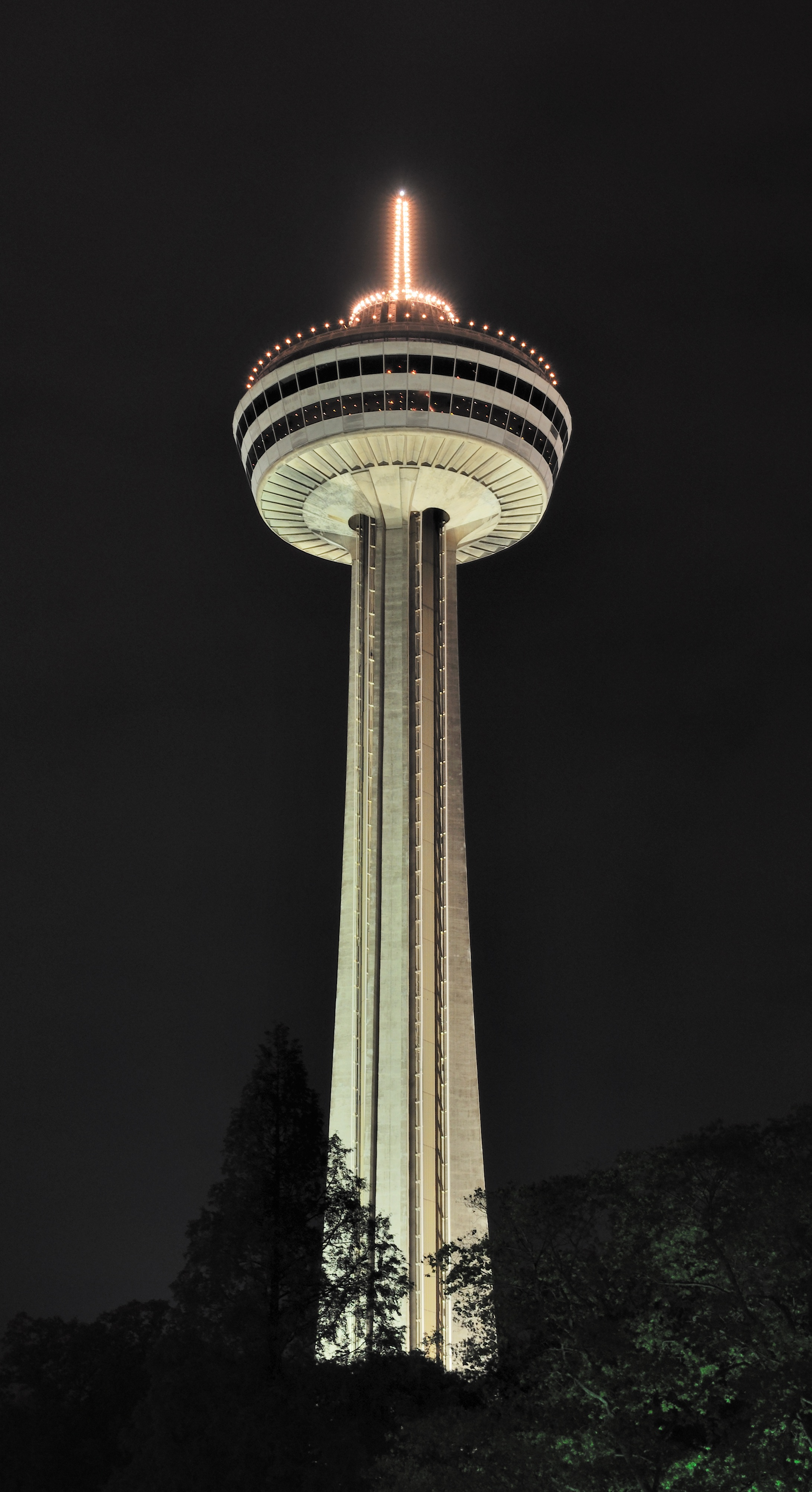
Nächtlich beleuchteter Skylon Tower
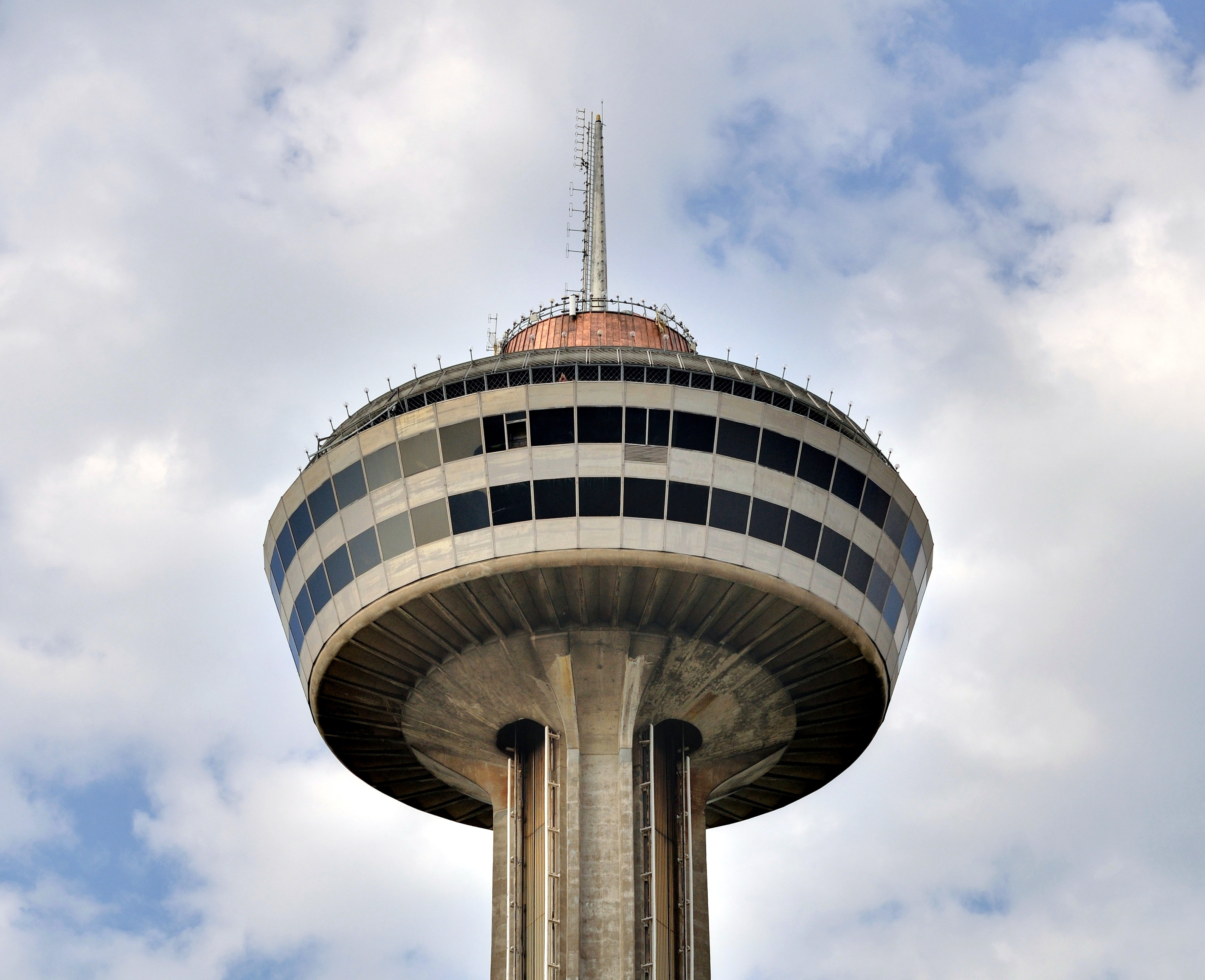
Turmkorb
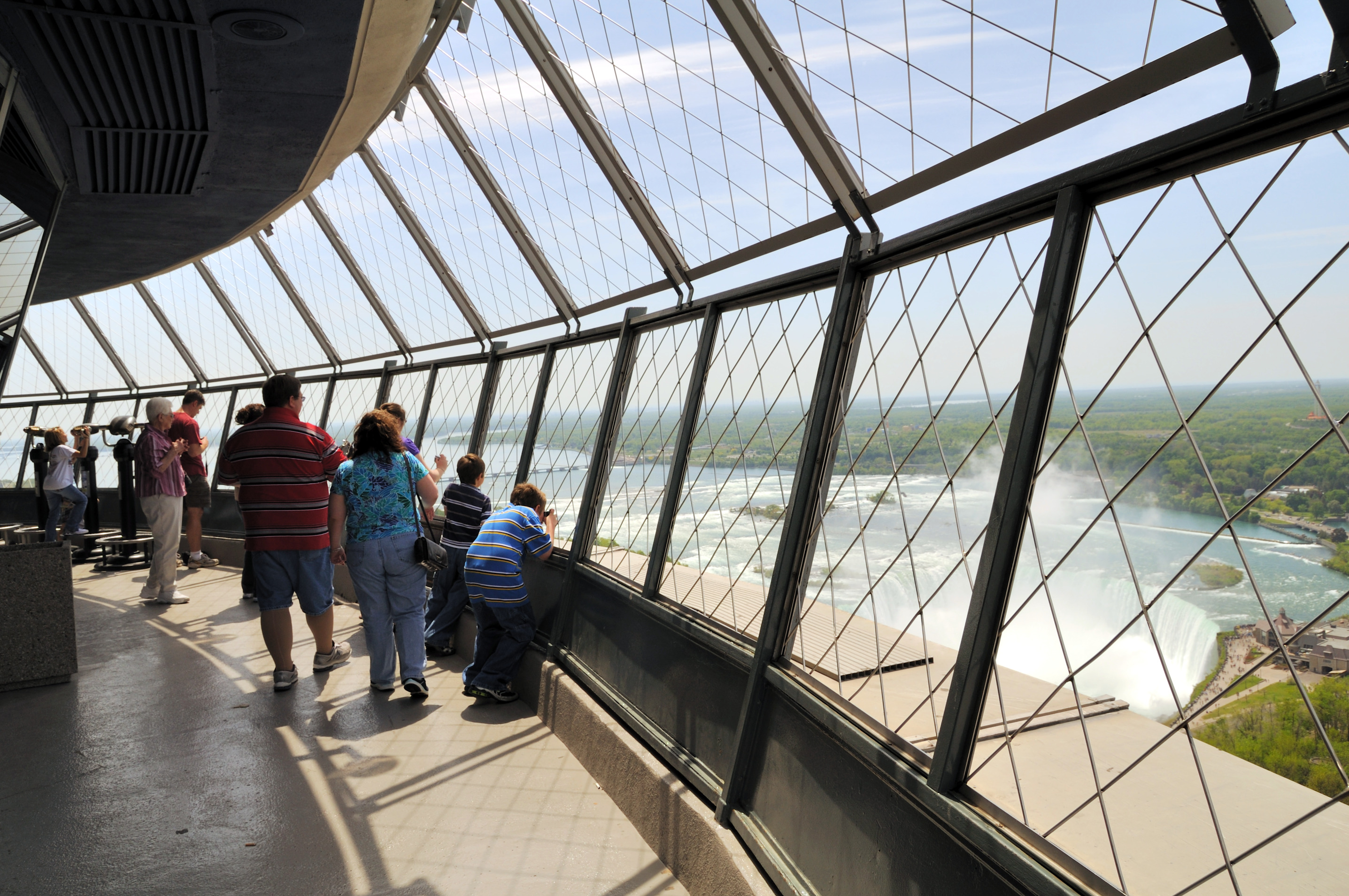
Aussichtsdeck mit Blick zu den Niagarafällen
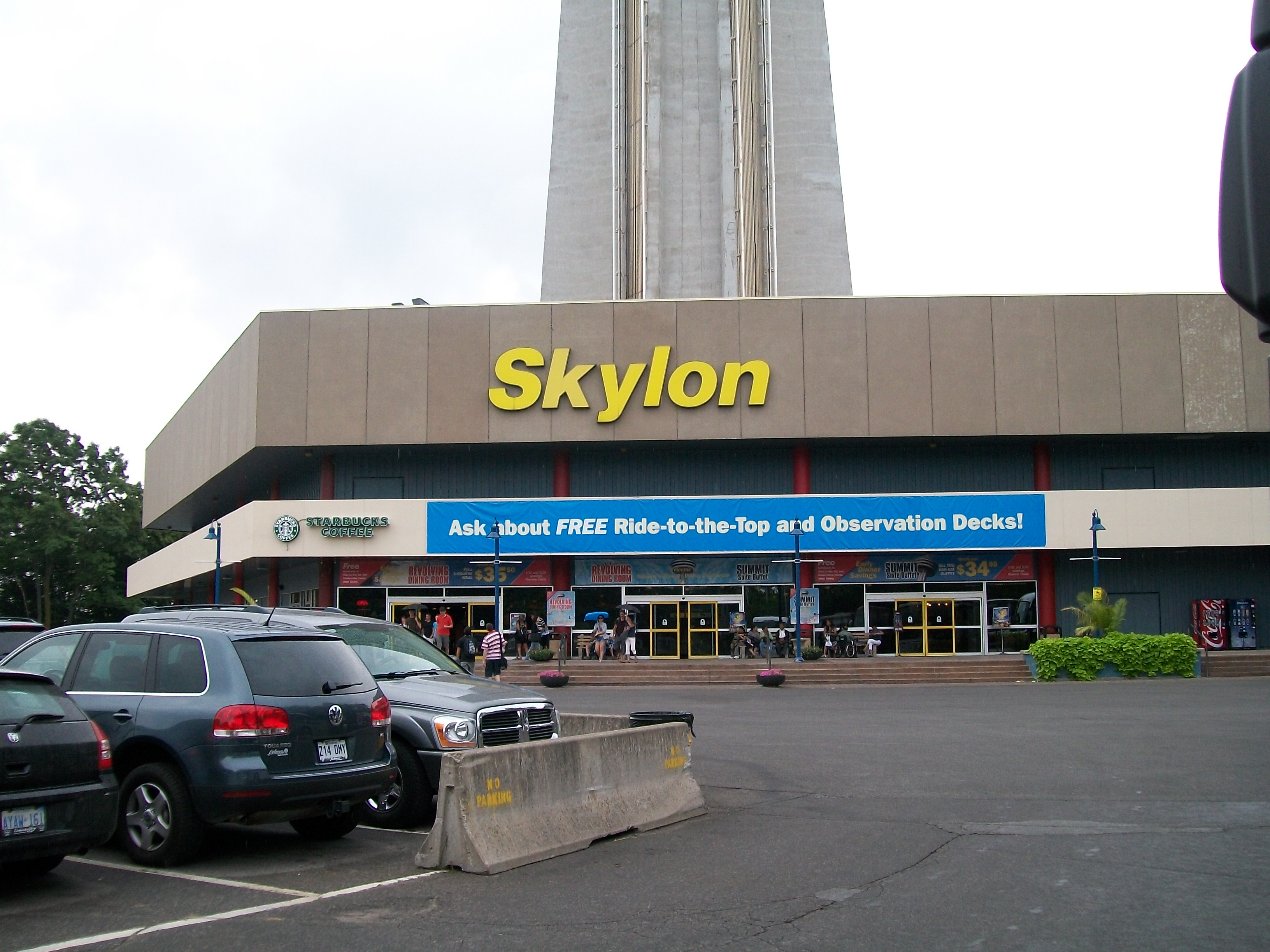
Eingangsbereich
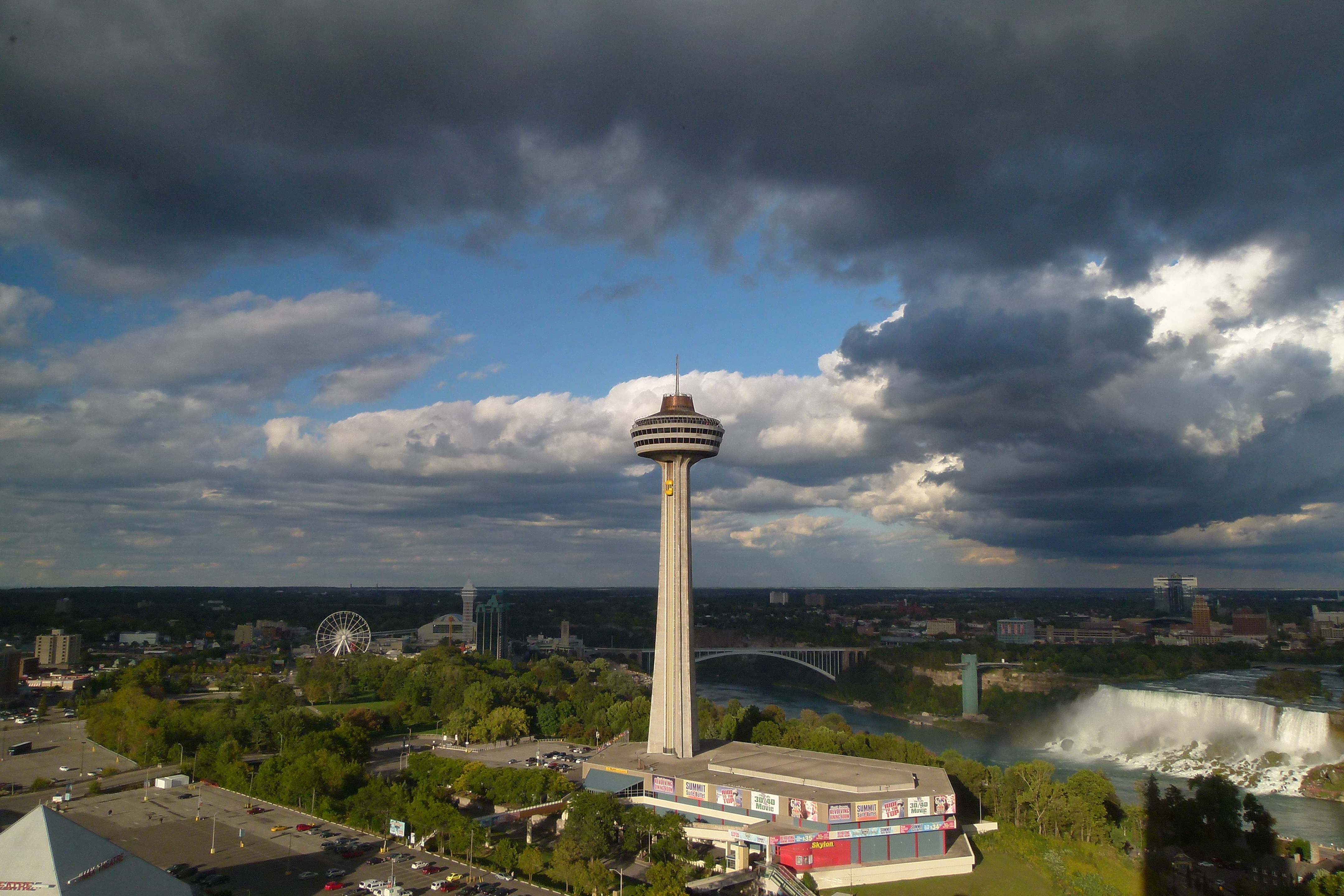
Skylon Tower vom Hilton Hotel aus gesehen